# Arpajon-sur-Cère
 Arpajon-sur-Cère  es una población y comuna francesa, en la región de Auvernia-Ródano-Alpes, departamento de Cantal, en el distrito de Aurillac y cantón de Arpajon-sur-Cère.

## Demografía
| 3071 | 3277 | 4260 | 4866 | 5296 | 5545 |
| Para los censos de 1962 a 1999 la población legal corresponde a la población sin duplicidades (Fuente: INSEE [Consultar]) |      |      |      |      |      |